# 芙蓉南路
芙蓉南路为西安市曲江新区内一条东西向道路，西起慈恩西路，东至芙蓉东路，全长2564米。
道路北侧有大唐芙蓉园，南侧有唐城墙遗址公园。因位于大唐芙蓉园南侧而名。
由东向西依次与曲江池东路、北池头二路、北池头一路、曲江池西路、芙蓉西路交叉。
1. ↑  http://www.xiancn.com/gb/news/2008-08/01/content_1461447.htm （页面存档备份，存于） 《西安日报》曲江新区15条路冠新名